# Shuddhananda Bharati
Kavi Yogi Maharishi Dr Shuddhananda Bharati ou Dr Shuddhananda Bharati est un philosophe et poète né le 11 mai 1897 et mort le 7 mars 1990. Son enseignement est essentiellement centré sur la recherche de Dieu en Soi par la pratique du Sama Yoga qu'il a créé.

## Biographie
Shuddhananda Bharati est né à Sivaganga dans le sud de l'Inde et a terminé sa vie à Sholapuram, non loin de Sivaganga ou il a fondé son école Shuddhananda Bharati Desiya Vidyalayam High School en 1979.
Le magnum opus de l’homme conscient de la présence de Dieu en lui Bharata Shakti (en 50 000 vers) décrit son idéal : Une seule humanité vivant en communion avec Un seul Dieu dans un monde transformé ! Bharata Shakti est une œuvre monumentale et unique. L'épopée de l'aventure humaine.
Au travers de ses écrits, Shuddhananda Bharati nous démontre ses liens puissants qu'il a tissé tout au long de sa vie avec le Divin. Après 25 ans de silence à Pondichéry, son œuvre était créée. Des textes épiques et lyriques, mélodrames, opéras, comédies, pastorales, romans, nouvelles, biographies, commentaires d'œuvres illustres, essais, poèmes en français corrigé directement par la Mère. Des Odes sacrées, balades, rondeaux et triolets.
Son autobiographie et les rencontres avec les grandes personnalités du siècle passé sont résumés dans son livre célèbre Expériences d’une Âme de Pèlerin. Les principales sont Annie Besant, Sri Aurobindo, Jiddu Krishnamurti, Meher Baba, Shirdi Sai Baba, Sai Baba, Mahatma Gandhi, V.V.S Ayyar, Sringeri Jagadguru, Ramana Maharshi, C. V. Raman, Subramanya Bharathi, Shivananda, Rabindranath Tagore, Romain Rolland, Jean Herbert et bien d'autres encore.
En 1984 le Raja Rajan Award lui a été offert de la part de l'Université Tamil à Tanjore, Université de la meilleure littérature Tamil. Shuddhananda Bharati a été ainsi honorer pour son opus magnum Bharata Shakti et l'entier de son œuvre avec le titre de Docteur Shuddhananda Bharati. Shuddhananda (pure félicité) lui a été donné par son ami Jnana Siddha. Le Jagadguru de Sringeri lui a donné le nom de Kavi Yogi et Sivananda lui conféra le titre de Maharishi, grand visionnaire, ce qu'il est réellement.
Shuddhananda Bharati a toujours vécu seul sans fonder aucun Ashram. Il y a suffisamment de groupe sur la Terre, il faut les unir et non en créer de nouveaux. Son unique disciple S. Ram Bharati (17.07.1944-23.10.2003) a contribué à la construction du bâtiment principal de l'école à Sholapuram en 1992, et à transmis la poursuite des idéaux du Dr Shuddhananda Bharati à Christiananda Bharati 04.03.1964 (Christian Piaget) qui œuvre à la diffusion de son message.
L'idéal de Shuddhananda Bharati se retrouve dans le Sama Yoga qu'il a créé et fondé. C'est une synthèse de la science matérielle et du yoga spirituel. Le Sama Yoga est aussi la base d'un futur socialisme spirituel.

## Œuvres

### En français
- Yoga pour Tous, L'Auberson, Éditions ASSA, 162 pages,  (ISBN 978-2-9700391-2-9)
- Enigmes Cosmiques, L'Auberson, Éditions ASSA, 146 pages,  (ISBN 978-2-9700391-1-2)
- Le Yogi, L'Auberson, Éditions ASSA, 85 pages,  (ISBN 978-2-940393-06-0)
- Evangile de la Vie Parfaite, L'Auberson, Éditions ASSA, 254 pages,  (ISBN 978-2-9700391-4-3)
- Les Secrets de la Sadhana, L'Auberson, Éditions ASSA, 95 pages,  (ISBN 978-2-940393-14-5)
- Les Secrets du Sama Yoga, L'Auberson, Éditions ASSA, 197 pages,  (ISBN 978-2-940393-16-9)
- Villanelles, Triolets, Lyriques, L'Auberson, Éditions ASSA, 185 pages,  (ISBN 978-2-940393-19-0)
- Sonnets, Odes sacrées, Rondeaux, L'Auberson, Éditions ASSA, 191 pages,  (ISBN 978-2-940393-20-6)
- Ballades au Divin, L'Auberson, Éditions ASSA, 184 pages,  (ISBN 978-2-940393-21-3)
- Hymne à la Paix, L'Auberson, Éditions ASSA, 215 pages,  (ISBN 978-2-940393-22-0)
- Notre Religion[3], L'Auberson, Éditions ASSA, 188 pages,  (ISBN 978-2-940393-24-4)
- Le Mahatma Ramalinga, L'Auberson, Éditions ASSA, 147 pages,  (ISBN 978-2-940393-26-8)
- Gratitude[4], L'Auberson, Éditions ASSA, 176 pages,  (ISBN 978-2-940393-25-1)
- Lumières initiatrices[5], L'Auberson, Éditions ASSA, 165 pages,  (ISBN 978-2-940393-33-6)
- Toute Guérisseuse ! Dialogues avec la Mère divine, tome 1, L'Auberson, Éditions ASSA, 177 pages,  (ISBN 978-2-940393-35-0)
- O Vérité ! Dialogues avec la Mère divine, tome 2, L'Auberson, Éditions ASSA, 159 pages,  (ISBN 978-2-940393-36-7)
- Amour, amour, amour ! Dialogues avec la Mère divine, tome 3[6], L'Auberson, Éditions ASSA, 167 pages,  (ISBN 978-2-940393-37-4)
- Mère toute-puissante ! Dialogues avec la Mère divine, tome 4, L'Auberson, Éditions ASSA, 175 pages,  (ISBN 978-2-940393-38-1)
- Le Sama Yoga, L'Auberson, Éditions ASSA, 160 pages,  (ISBN 978-2-940393-39-8)
- Les révélations de Saint Meikandar, L'Auberson, Éditions ASSA, 110 pages,  (ISBN 978-2-940393-49-7)
- L'avènement du Bouddha, L'Auberson, Éditions ASSA, 95 pages,  (ISBN 978-2-940393-72-5)

### En anglais
- Our Religion, L'Auberson, Éditions ASSA, 171 pages,  (ISBN 978-2-9700391-7-4)
- Yoga for All, L'Auberson, Éditions ASSA, 152 pages,  (ISBN 978-2-9700391-5-0)
- The Divine Master, L'Auberson, Éditions ASSA, 162 pages,  (ISBN 978-2-9700391-8-1)
- The Secrets of Sadhana, L'Auberson, Éditions ASSA, 95 pages,  (ISBN 978-2-9700391-9-8)
- Guiding Lights, L'Auberson, Éditions ASSA, 130 pages,  (ISBN 978-2-940393-00-8)
- Gospel of Perfect Life, L'Auberson, Éditions ASSA, 226 pages,  (ISBN 978-2-940393-01-5)
- Cosmic Riddles, L'Auberson, Éditions ASSA, 144 pages,  (ISBN 978-2-940393-02-2)
- Mystic Treasure, L'Auberson, Éditions ASSA, 230 pages,  (ISBN 978-2-940393-03-9)
- Pilgrim Soul, L'Auberson, Éditions ASSA, 503 pages,  (ISBN 978-2-940393-04-6)
- Mahatma Ramalingam, L'Auberson, Éditions ASSA, 164 pages,  (ISBN 978-2-940393-05-3)
- Sama Yoga, L'Auberson, Éditions ASSA, 172 pages,  (ISBN 978-2-940393-07-7)
- Secrets of Sama Yoga, L'Auberson, Éditions ASSA, 183 pages,  (ISBN 978-2-940393-08-4)
- Tamil Sentiment, L'Auberson, Éditions ASSA, 202 pages,  (ISBN 978-2-940393-09-1)
- Poet Nightingale Bharathiyar, L'Auberson, Éditions ASSA, 213 pages,  (ISBN 978-2-940393-10-7)
- Sri Krishna and His Gospel, L'Auberson, Éditions ASSA, 171 pages,  (ISBN 978-2-940393-11-4)
- Silambu Selvam, L'Auberson, Éditions ASSA, 369 pages,  (ISBN 978-2-940393-12-1)
- Secrets of Yoga, L'Auberson, Éditions ASSA, 236 pages,  (ISBN 978-2-940393-13-8)
- Alvar Saint, L'Auberson, Éditions ASSA, 165 pages,  (ISBN 978-2-940393-15-2)
- Thirukkural, L'Auberson, Éditions ASSA, 185 pages,  (ISBN 978-2-940393-17-6)
- The Soul sings, L'Auberson, Éditions ASSA, 157 pages,  (ISBN 978-2-940393-18-3)
- The Yoga Master, L'Auberson, Éditions ASSA, 189 pages,  (ISBN 978-2-940393-23-7)
- The Revelation of Saint Meikandar, L'Auberson, Éditions ASSA, 103 pages,  (ISBN 978-2-940393-27-5)
- The Magic Weapon of Shiva, L'Auberson, Éditions ASSA, 145 pages,  (ISBN 978-2-940393-29-9)
- The Delightful Tamil Garden, L'Auberson, Éditions ASSA, 120 pages,  (ISBN 978-2-940393-28-2)
- Art Temple, L'Auberson, Éditions ASSA, 296 pages,  (ISBN 978-2-940393-30-5)
- Letters of Kavi Yogi, Volume 1, L'Auberson, Éditions ASSA, 191 pages,  (ISBN 978-2-940393-31-2)
- Letters of Kavi Yogi, Volume 2, L'Auberson, Éditions ASSA, 174 pages,  (ISBN 978-2-940393-32-9)
- Adi Shankara Bhagavan, L'Auberson, Éditions ASSA, 193 pages,  (ISBN 978-2-940393-34-3)
- Bharata Shakti, Canto one, Emanation of the Pure One, L'Auberson, Éditions ASSA, 285 pages,  (ISBN 978-2-940393-40-4)
- Bharata Shakti, Canto two, Gowri Kandam, L'Auberson, Éditions ASSA, 430 pages,  (ISBN 978-2-940393-41-1)
- Bharata Shakti, Canto three, Sadhana Kandam, L'Auberson, Éditions ASSA, 471 pages,  (ISBN 978-2-940393-42-8)
- Bharata Shakti, Canto four, Satyan at Danavam, L'Auberson, Éditions ASSA, 371 pages,  (ISBN 978-2-940393-43-5)
- Bharata Shakti, Canto five, Victory of Shuddha Shakti, L'Auberson, Éditions ASSA, 313 pages,  (ISBN 978-2-940393-44-2)
- Arrival of Mira, Love story between Bhojan and Mira, L'Auberson, Éditions ASSA, 133 pages,  (ISBN 978-2-940393-50-3)
- The Integral Yoga of Sri Aurobindo, Live in Yoga with the Divine, a Life Divine !, L'Auberson, Éditions ASSA, 113 pages,  (ISBN 978-2-940393-51-0)
- The Secrets of Shiva, L'Auberson, Éditions ASSA, 119 pages,  (ISBN 978-2-940393-55-8)
- His sixtieh birthday celebration, L'Auberson, Éditions ASSA, 131 pages,  (ISBN 978-2-940393-56-5)
- Illumination Hymn and Conference, L'Auberson, Éditions ASSA, 133 pages,  (ISBN 978-2-940393-57-2)
- Voice of Tayumanar, L'Auberson, Éditions ASSA, 205 pages,  (ISBN 978-2-940393-59-6)
- Poet's Forum, Kavi Arangam, L'Auberson, Éditions ASSA, 144 pages,  (ISBN 978-2-940393-60-2)
- The Arrival of Buddha, L'Auberson, Éditions ASSA, 101 pages,  (ISBN 978-2-940393-61-9)
- Fasting and Divinity, L'Auberson, Éditions ASSA, 257 pages,  (ISBN 978-2-940393-62-6)
- The Grand Epic of Saivism, L'Auberson, Éditions ASSA, 104 pages,  (ISBN 978-2-940393-63-3)
- Songs for Children, L'Auberson, Éditions ASSA, 100 pages,  (ISBN 978-2-940393-64-0)
- Essence of Religion, L'Auberson, Éditions ASSA, 127 pages,  (ISBN 978-2-940393-65-7)
- William Blake, L'Auberson, Éditions ASSA, 104 pages,  (ISBN 978-2-940393-66-4)
- Francis Thompson, L'Auberson, Éditions ASSA, 97 pages,  (ISBN 978-2-940393-67-1)
- Kama Thilagan and Vanarasu, L'Auberson, Éditions ASSA, 137 pages,  (ISBN 978-2-940393-68-8)
- Chariot of Life, Kaala Ther, L'Auberson, Éditions ASSA, 207 pages,  (ISBN 978-2-940393-69-5)
- Vivekanandam and the Story of our Independence, L'Auberson, Éditions ASSA, 137 pages,  (ISBN 978-2-940393-70-1)
- Fire of Tamil, Thamizhkanal, L'Auberson, Éditions ASSA, 207 pages,  (ISBN 978-2-940393-71-8)

### En italien
- I Segreti della Sadhana, L'Auberson, Éditions ASSA, 99 pages,  (ISBN 978-2-940393-45-9)
- Il Mahatma Ramalinga, L'Auberson, Éditions ASSA, 133 pages,  (ISBN 978-2-940393-48-0)

### En allemand
- Die Geheimnisse der Sadhana, L'Auberson, Éditions ASSA, 103 pages,  (ISBN 978-2-940393-46-6)
- Der Mahatma Ramalingam, L'Auberson, Éditions ASSA, 171 pages,  (ISBN 978-2-940393-47-3)
- Die Enthüllungen von Meikandar, L'Auberson, Éditions ASSA, 171 pages,  (ISBN 978-2-940393-58-9)

### Ennéerlandais
- De Geheimen van Sadhana, L'Auberson, Éditions ASSA, 96 pages,  (ISBN 978-2-940393-52-7)

## Biographies et sources
- Christian Piaget. Saint Shuddhananda Bharati Un Visionaire, L'Auberson, Éditions ASSA, 153 pages,  (ISBN 978-2-940393-53-4)
- Sri Dewan Bahadur. A Study of all the works of Dr Shuddhananda Bharati, L'Auberson, Éditions ASSA, 224 pages,  (ISBN 978-2-9700391-6-7)
- La plus belle biographie du Kavi Yogi Maharishi Dr Shuddhananda Bharati est celle écrite de sa main dans son livre célèbre, Expériences d'une Âme de Pèlerin (Experiences of a Pilgrim Soul)  (ISBN 978-2-940393-04-6).
- Divers portraits du Kavi Yogi Maharishi Dr Shuddhananda Bharati L'Auberson, avril 2013.
- Vidéo de la cérémonie Kanakabishekam du Kavi Yogi Maharishi Dr Shuddhananda Bharati Sholapuram, octobre 1989.
- Encyclopaedia of Indian Literature Published by Sahitya Akademi, 1992,  (ISBN 8126012218)
- Dancing with Shiva, Published by Himalayan Academy India,  (ISBN 978-0-945497-96-7)
- Meher Baba and Kavi Yogi Maharishi Dr Shuddhananda Bharati, Asian Tribune Colombo, January 2009.